# Wanda Michalewska
Wanda Helena Michalewska z domu Kurnowska (ur. 25 maja 1906 w Newelu, zm. 3 marca 1986 w Warszawie) – polska komunistyczna działaczka partyjna i państwowa, dyplomata, urzędnik konsularny.

## Życiorys

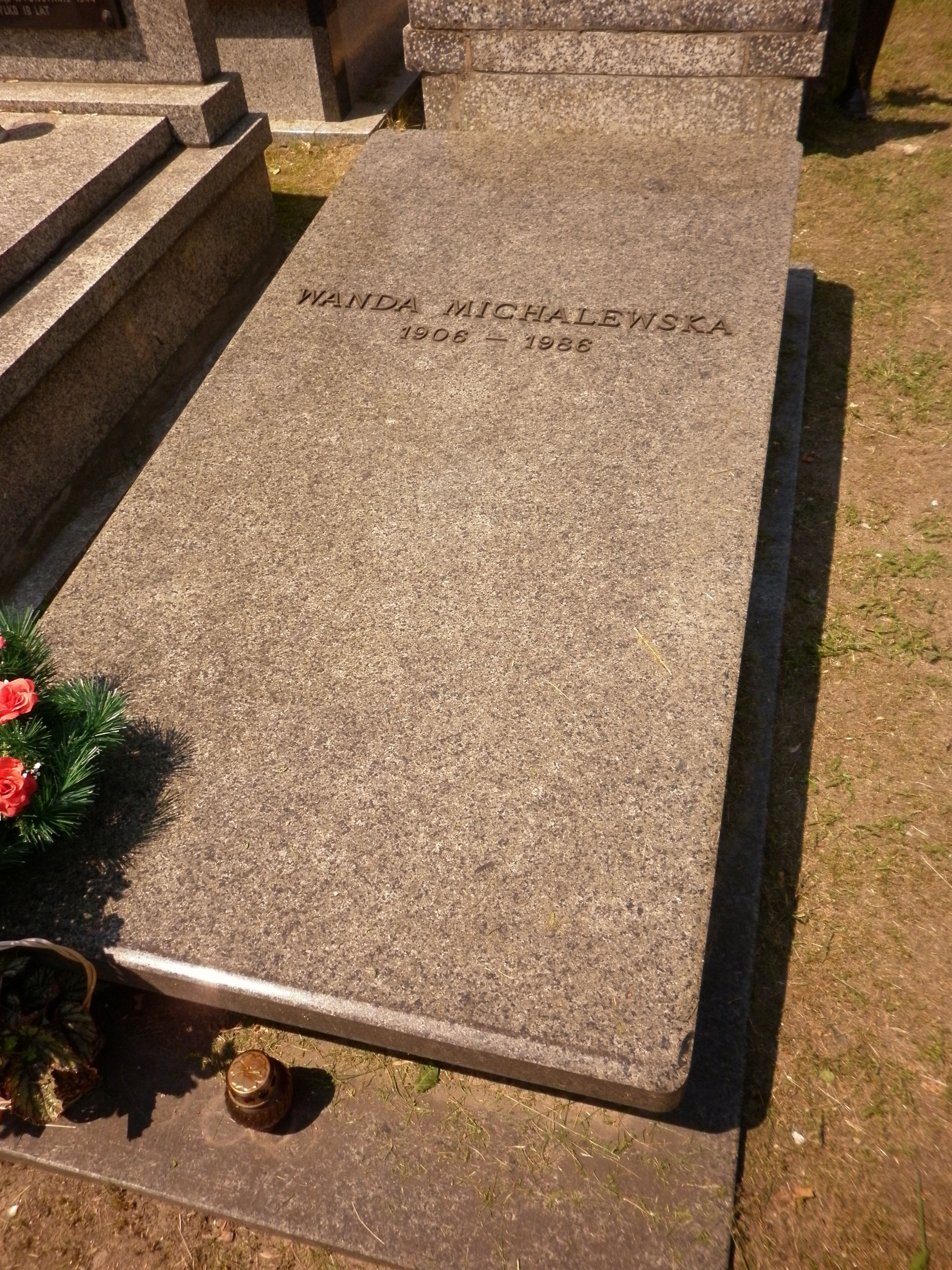
Grób Wandy Michalewskiej

Pochodziła z rodziny zbiedniałej szlachty zaściankowej związanej z Wileńszczyzną. Dziadek ze strony ojca Damian Kurnowski pracował jako palacz na stacji w Witebsku, ojciec Dymitr ukończył Akademię Duchowną w Sankt Petersburgu, był pracownikiem urzędów skarbowych w Witebsku i Newelu, gdzie urodziła się Wanda Michalewska, następnie działał w organach sowieckich. Rodzina ze strony matki miała rosyjskie pochodzenie. 
W 1921 Wanda Michalewska wstąpiła do Komsomołu. Studiowała prawo w Białoruskim Uniwersytecie Państwowym. W Mińsku Białoruskim działała w Kastrycznickim Komitecie Dzielnicowym Komsomołu. Od 1925 należała do Komunistycznej Partii Zachodniej Białorusi, za co była więziona w latach 1928–1936 w Białymstoku i Fordonie. Sprawowała funkcję instruktorki KC KPZB. W KPP odpowiedzialna za kontakty z legalnie działającymi stronnictwami ludowymi. Była sekretarzem Komunistycznego Związku Młodzieży oraz członkiem egzekutywy OK KPZB w Baranowiczach. 
W czasie II wojny światowej aktywna w Związku Patriotów Polskich w Orenburgu. W 1944 powróciła do Polski, zapisując się do "Polskiej Partii Robotniczej i podejmując pracę w dyplomacji. W latach 1946–1953 sprawowała funkcję I sekretarza POP w Ambasadzie PRL w Moskwie. Działała w Komitecie Współpracy Kulturalnej z Zagranicą. Od 1957 do 1965 była konsulem generalnym PRL w Kijowie. Po powrocie do kraju udzielała się w Towarzystwie Przyjaźni Polsko-Radzieckiej, stała na czele Koła Przyjaciół Kijowa przy Zarządzie Stołecznym TPPR. 
Odznaczona m.in. Krzyżem Oficerskim i Komandorskim Orderu Odrodzenia Polski, Medalem 10-lecia Polski Ludowej, a także Złotą Odznaką Honorową im. Janka Krasickiego. 
Zamężna, miała syna Edwarda. Zmarła 3 marca 1986, została pochowana na Cmentarzu Komunalnym na Powązkach (kwatera DII4-3-1).